# Đurđic
Đurđic es una localidad de Croacia en la ciudad de Križevci, condado de Koprivnica-Križevci.

## Geografía
Se encuentra a una altitud de 198 m s. n. m. a 83 km de la capital nacional, Zagreb.

## Demografía
En el censo 2011, el total de población de la localidad fue de 267 habitantes.
| Gráfica de población de Đurđic 1857-2011                            |
|                                                                     |
| Según los censos de población de la oficina estadística de Croacia. |